# Княжегубська ГЕС
Княжегубська ГЕС — гідроелектростанція у Мурманській області Росії. Знаходячись після Іовської ГЕС, становить нижній ступінь каскаду на річці Ковда, яка впадає до губи Ковда (Кандалакська затока Білого моря). 
В межах проекту Ковду перекрили земляною греблею висотою 18 метрів та довжиною 952 метра, до якої прилягає бетонна водоскидна секція довжиною 72 метри, крім того, звели дев'ять земляних дамб загальною довжиною 1465 метрів (разом ці споруди носять назву Ляхкомінський гідровузол). Для закриття сідловини між водосховищем та губою Тупа в 12 км на південний схід від греблі спорудили земляну дамбу висотою 11 метрів та довжиною 962 метра (Туп’єгубський гідровузол). А в 10 км на північний схід від греблі проклали канал довжиною 1,8 км, котрий прямує в бік губи Княжа (як і губи Тупа та Ковда відноситься до Кандалакської затоки). На завершенні канал перекритий земляною дамбою висотою 21 метр та довжиною 628 метрів (Княжегубський гідровузол). 
Зазначені вище споруди утримують водосховище, яке зокрема включило розташовані вище по течії Ковди природні водойми Ковдозеро і Тутозеро. Резервуар має довжину 60 км, площу поверхні 610 км2 та об’єм 3,43 млрд м3 (корисний об’єм 1,92 млрд м3).  
Від Княжегубської дамби ресурс надходить до машинного залу, обладнаного чотирма через турбінами типу Френсіс потужністю по 38 МВт. Вони використовують напір у 34 метра та забезпечують виробництво 706 млн кВт-год електроенергії на рік.
Відпрацьована вода транспортується до губи Княжа по відвідному каналу довжиною 1,2 км.
Видача продукції відбувається по ЛЕП, розрахованим на роботу під напругою 330 кВ, 154 кВ та 110 кВ.
Під час спорудження гідровузла провели екскавацію 3,7 млн м3 ґрунту та 0,5 млн м3 скельних порід. У греблю та дамби відсипано 1,5 млн м3 матеріалу, крім того, використали 135 тис м3 бетону.